# Consejo Metodista Mundial
El Consejo Metodista Mundial, fundado en 1881, es una asociación de iglesias cristianas de tradición metodista que comprende la mayor parte de las denominaciones mundiales Wesleyanas.
A él están afiliadas 80 iglesias presentes en 138 países y representantes de cerca de 40 millones de fieles.

## Actividades
- Ecumenismo y Diálogo participa en el diálogo ecuménico con la Iglesia católica, la Comunión anglicana, la Federación Luterana Mundial y la Alianza Mundial de Iglesias Reformadas.

- La educación tiene que ver con la educación en las iglesias metodistas y con las instituciones educativas. Ha organizado una Asociación internacional de Escuelas, Colegios y Universidades Metodistas promocionando la cualidad y los valores de la educación. La organización tiene enlaces en unas 700 escuelas metodistas por todo el mundo.

## Organización
Secretario General: Bishop Ivan M. Abrahams
Presidente: Bishop Paulo Lockmann
Vicepresidente: Gillian Kingston
Tesorera: Kirby Hickey Jr.
Coordinador de jóvenes y adultos jóvenes: John Thomas III

## Miembros
El Consejo Metodista Mundial agrupa a iglesias miembros metodistas, wesleyanas y unidas relacionadas. Cuenta con más de 80 millones de miembros y está presente en 138 países. De los cuales la mayoría tiene información estadística como el número de miembros y en comunión.
| Iglesia                                                                                  | Miembros  | Comunión  |
| ---------------------------------------------------------------------------------------- | --------- | --------- |
| Iglesia Episcopal Metodista Africana                                                     | 2,500,000 | 3,250,000 |
| Iglesia Episcopal Metodista Africana Sion                                                | 1,432,795 | 1,862,634 |
| Iglesia Evangélica Metodista Argentina                                                   | 8,940     | 11,622    |
| Australia, Iglesia Metodista China                                                       | 3,588     | 2,080     |
| Iglesia Unida de Australia                                                               | 350,000   | 455,000   |
| Australia, Iglesia Metodista Wesleyana                                                   | 2,452     | 4,038     |
| Conferencia de la Iglesia Metodista de Bahamas                                           | 1,900     | 2,470     |
| Bangladés, Iglesia Metodista                                                             | 18,201    | 23,661    |
| Iglesia Protestante Unida de Bélgica                                                     | 3,401     | 4,421     |
| Benín, Iglesia Metodista Protestante                                                     | 90,000    | 117,000   |
| Bolivia, Iglesia Evangélica Metodista                                                    | 9,053     | 117,69    |
| Brasil, Iglesia Metodista                                                                | 214,715   | 279,130   |
| Iglesia Unida de Canadá                                                                  | 608,243   | 790,716   |
| Caribe y Américas, Iglesia Metodista                                                     | 62,120    | 80,756    |
| Iglesia Metodista de Chile                                                               | 9,882     | 12,847    |
| Iglesia Cristiana Metodista Episcopal                                                    | 858,670   | 1,116,271 |
| Iglesia del Nazareno                                                                     | 2,136,122 | 2,776,959 |
| Colombia, Iglesia Metodista                                                              | 1,000     | 1,300     |
| Costa Rica, Iglesia Evangélica Metodista                                                 | 16,000    | 20,800    |
| Cuba, Iglesia Metodista                                                                  | 33,000    | 42,900    |
| República Democrática del Congo, La Iglesia Metodista Libre de                           | 151,695   |           |
| República Dominicana, Iglesia Evangélica                                                 | 10,000    | 13,000    |
| Ecuador, Iglesia Evangélica Unida                                                        | 1,500     | 1,950     |
| Fiyi, Iglesia Metodista en                                                               | 212,860   | 276,718   |
| Gambia, Iglesia Metodista                                                                | 2,000     | 2,600     |
| Ghana, Iglesia Metodista                                                                 | 634,689   | 825,096   |
| Gran Bretaña, Iglesia Metodista                                                          | 238,000   | 309,400   |
| Hong Kong, Iglesia de Cristo en China                                                    | 35,000    | 45,500    |
| Hong Kong, Iglesia Metodista                                                             | 12,000    | 15,600    |
| India, Iglesia Metodista                                                                 | 648,000   | 842,400   |
| India, Iglesia del Norte de la India                                                     | 1,500,000 | 1,950,000 |
| India, Iglesia del Sur de la India                                                       | 3,500,000 | 4,550,000 |
| Indonesia, Iglesia Metodista                                                             | 119,000   | 154,700   |
| Irlanda, Iglesia Metodista                                                               | 15,000    | 19,500    |
| Italia, Iglesia Metodista                                                                | 4,000     | 5,200     |
| Kenia, Iglesia Metodista                                                                 | 450,000   | 585,000   |
| Iglesia Metodista Coreana                                                                | 1,586,063 | 2,061,882 |
| Malasia, Iglesia Metodista                                                               | 9,7197    | 126,356   |
| México, Iglesia Metodista                                                                | 40,000    | 52,000    |
| Myanmar, Iglesia Metodista (Inferior)                                                    | 2,300     | 2,990     |
| Myanmar, Iglesia Metodista (Superior)                                                    | 27,543    | 35,806    |
| Nepal, Iglesia Metodista                                                                 | 264       | 10,000    |
| Nueva Zelanda, Iglesia Metodista                                                         | 1,4736    | 1,9157    |
| Nueva Zelanda, Iglesia Metodista Wesleyana                                               | 794       | 1,872     |
| Nigeria, Iglesia Metodista                                                               | 2,000,000 | 2,500,000 |
| América del Norte, Iglesia Metodista Libre                                               | 67,900    | 88,270    |
| Pakistán, La Iglesia de                                                                  | 500,000   | 650,000   |
| Panamá, Iglesia Evangélica Metodista                                                     | 1,300     | 1,690     |
| Paraguay, Comunidad Evangélica Metodista                                                 | 1,025     | 2,499     |
| Perú, Iglesia Metodista                                                                  | 32,000    | 41,600    |
| Filipinas, Iglesia Evangélica Metodista                                                  | 34,381    | 44,695    |
| Filipinas, Iglesia de Cristo Unida                                                       | 500,000   | 650,000   |
| Portugal, Iglesia Evangélica Metodista                                                   | 1,200     | 1,560     |
| Puerto Rico, Iglesia Metodista                                                           | 12,000    | 15,600    |
| República de China, Iglesia Metodista                                                    | 4,500     | 5,850     |
| Ruanda, Iglesia Metodista Libre de                                                       | 108,559   |           |
| Samoa, Iglesia Metodista                                                                 | 35,983    | 46,778    |
| Sierra Leona, Iglesia Metodista                                                          | 50,000    | 65,000    |
| Sierra Leona, Iglesia Metodista de África Occidental                                     | 4,000     | 5,200     |
| Singapur, Iglesia Metodista                                                              | 38,000    | 49,400    |
| África del Sur, Iglesia Metodista (Lesoto, Mozambique, Namibia, Sudáfrica y Suazilandia) | 2,600,000 | 3,380,000 |
| Iglesia Evangélica Española                                                              | 3,000     | 3,900     |
| Sri Lanka, Iglesia Metodista                                                             | 25,000    | 32,500    |
| Suecia, Iglesia unida en                                                                 | 71,381    |           |
| Tanzania, Iglesia Metodista                                                              | 3,681     | 4,785     |
| Iglesia Wesleyana                                                                        | 367,000   | 477,100   |
| Togo, Methodist Church                                                                   | 75,000    | 97,500    |
| Iglesia Wesleyana Libre                                                                  | 38,692    | 50,300    |
| Iglesia Metodista Unida - Estados Unidos                                                 | 7,679,850 | 9,983,805 |
| Iglesia Metodista Unida - Conferencia Central de África                                  | 450,686   | 585,892   |
| Iglesia Metodista Unida - Conferencia Central del Centro y Sur de Europa                 | 16,292    | 33,440    |
| Iglesia Metodista Unida - Conferencia Central del Congo                                  | 2,231,726 | 2,901,244 |
| Iglesia Metodista Unida - Conferencia Central de Alemania                                | 30,069    | 38,961    |
| Iglesia Metodista Unida - Conferencia Central del Norte de Europa                        | 15,293    | 33,738    |
| Iglesia Metodista Unida - Conferencia Central de Filipinas                               | 145,642   | 189,335   |
| Iglesia Metodista Unida - Conferencia Central de África Occidental                       | 1,508,696 | 1,961,305 |
| Iglesia Metodista Unida en Liberia                                                       | 275,000   | 357,500   |
| Uruguay, Iglesia Evangélica                                                              | 1,000     | 1,300     |
| Iglesia Unida de Zambia                                                                  | 3,000,000 | 3,900,000 |
| Zimbabue, Iglesia Metodista Africana                                                     | 12,000    | 15,600    |
| Zimbabue, Iglesia Metodista                                                              | 111,723   | 145,240   |